# Zagora (Marocco)
Zagora (in arabo زاكورة‎?, Zāgūra; in berbero ⵜⴰⵣⴳⵓⵔⵜ, Tazgurt) è una città del Marocco, capoluogo della provincia omonima, nella regione di Drâa-Tafilalet. Situata nella valle del Draa, (nella zona centrale del Marocco), vicino al deserto sabbioso di Ilkhikhn n Sahara. Gli abitanti appartengono alle tribù berbere dell'Atlante.
La città è anche conosciuta come Zakūrah, Zagurah, Zākūrah o Tazaurt.

## Geografia fisica

### Clima
Zagora ha un clima desertico caldo (classificazione Köppen-Geiger BWh), tipico del deserto marocchino, con estati lunghe e torride e inverni molto miti di giorno ma freddi di notte. Il clima è estremamente arido durante tutto l’anno, con una media annuale di precipitazioni pari a soli 61 mm. In estate, il caldo è estremo e persistente: le temperature massime medie superano costantemente i 40 °C dalla fine di maggio fino a metà settembre, aggirandosi intorno ai 45 °C in quel periodo. In inverno, le temperature massime medie restano superiori ai 20 °C, ma le minime medie notturne scendono fino a circa 4 °C. Il cielo è sereno e limpido tutto l’anno, con giornate nuvolose molto rare, se non inesistenti. La temperatura media giornaliera annuale a Zagora si aggira intorno ai 23 °C.

## Storia
La storia della regione risale a tempi immemorabili, come testimoniano le incisioni rupestri di Foum Chena e di Tazarine, e la gigantesca necropoli di Foum Larjam a lghir N'tidri, a M'hamid El Ghizlane.
All'inizio del XIV secolo, i Chorafa Saadiani, provenienti dal Medio Oriente, si stabilirono a Tagmadart. Nel XVI secolo, partirono alla conquista del Souss e del nord del Marocco, prima di procedere alla conquista del Sudan occidentale attraverso la celebre via di Tombouctou. Questa grande spedizione assicurò al Marocco prosperità commerciale e culturale.
Sotto il regno della Dinastia Alaouita, la regione ricevette una particolare attenzione sin dalla sua liberazione da parte del Gran Sultano My Mohamed Ben Chérif nel XVII secolo, e in particolare sotto il regno del grande e celebre My Ismail. Suo figlio, Chérif Ben Ismail, si recò ad Aghlan dei Beni Zoli, dove stabilì la sede della sua autorità (wilaya di Draâ Sijilmassa); il valoroso sovrano si appoggiava anche alla Zaouia Naciria per la diffusione del sapere nei paesi africani limitrofi.
Questa Zaouia è dotata di una ricca biblioteca, che conserva preziosi manoscritti di teologia, storia e medicina (il più antico risale al XIII secolo).
Dopo la morte di My Ismail nel 1727, la regione conobbe periodi di instabilità, ma rimase sempre fedele al Trono Alaouita.

## Galleria d'immagini

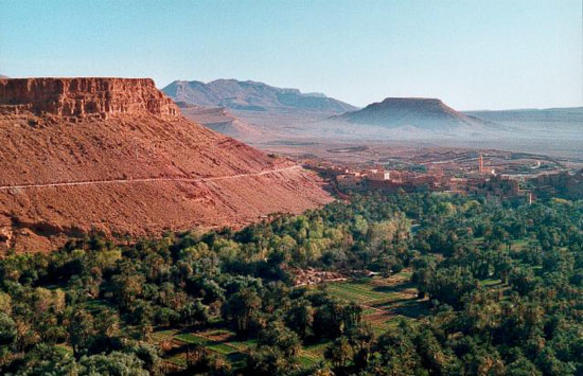
Veduta di Zagora
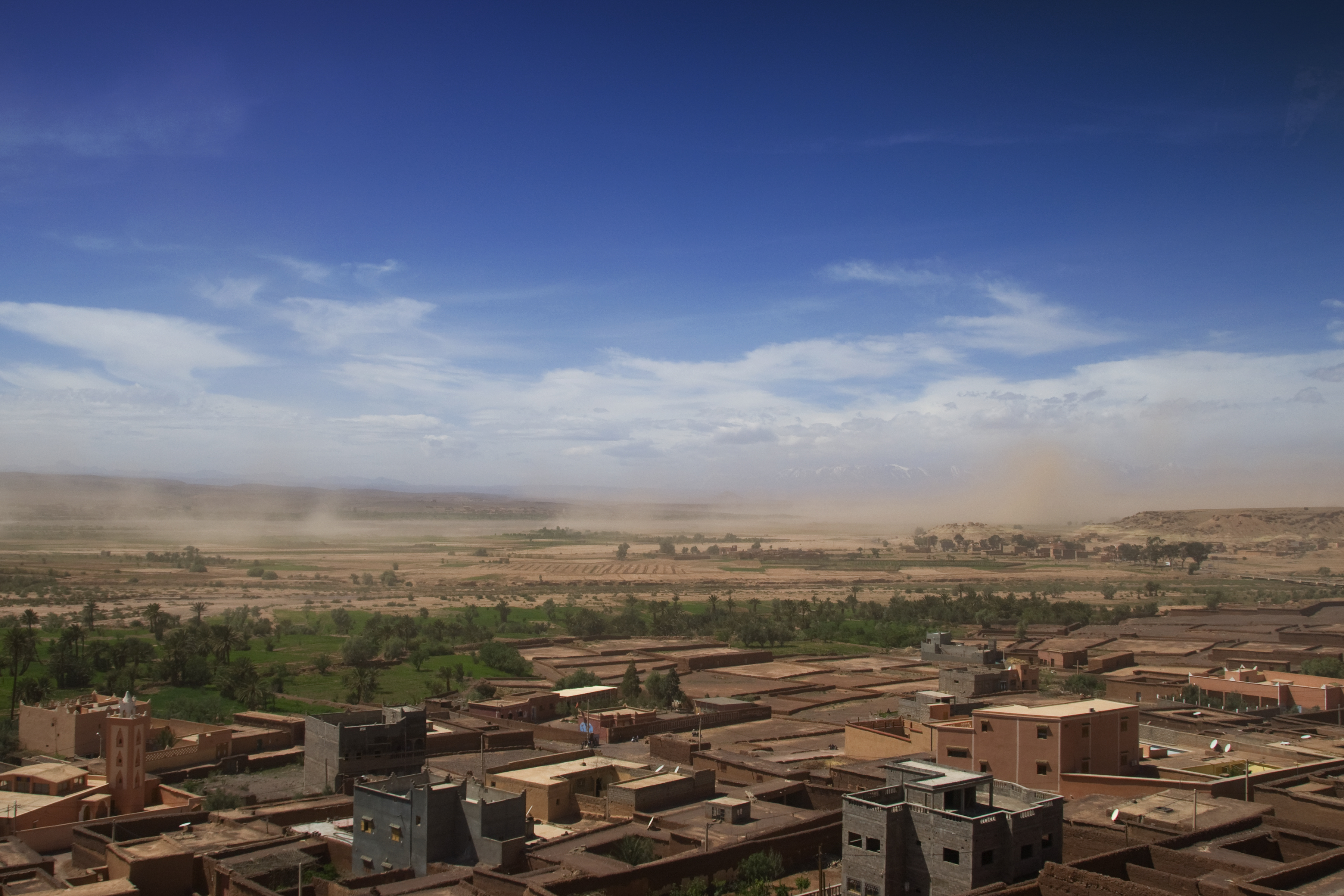
Tempesta di sabbia sulla valle del Draa
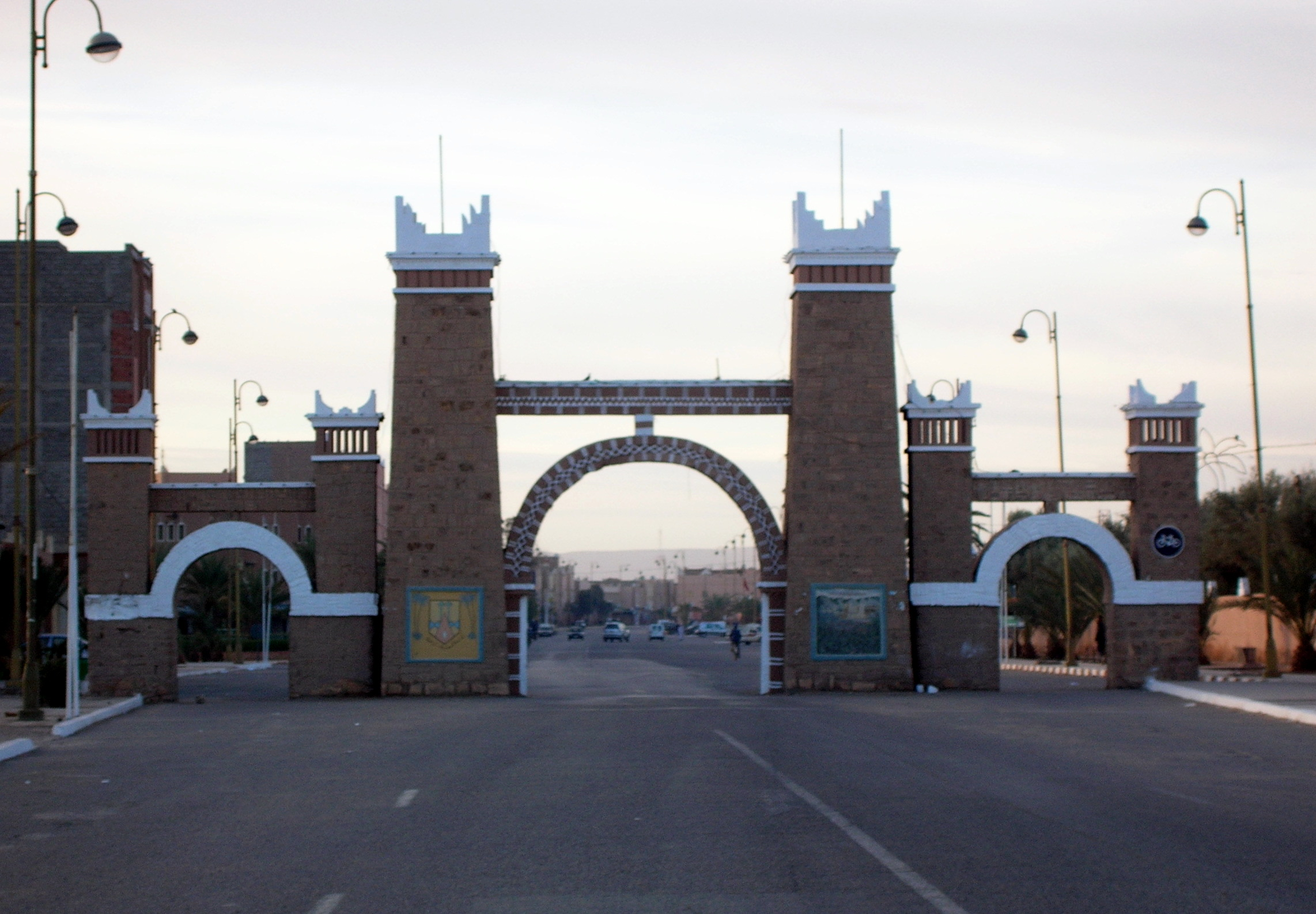
Veduta di Zagora
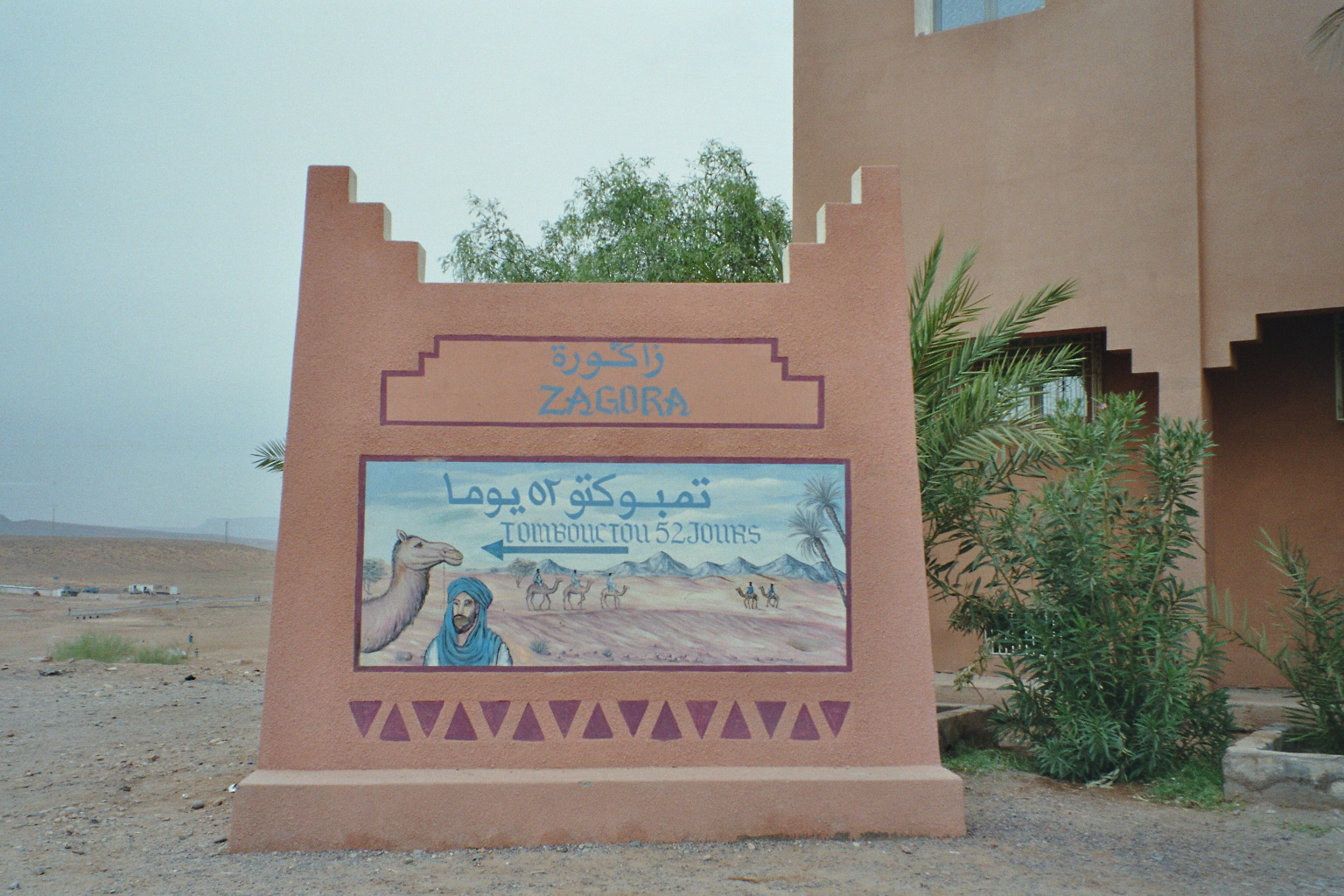
Veduta di Zagora
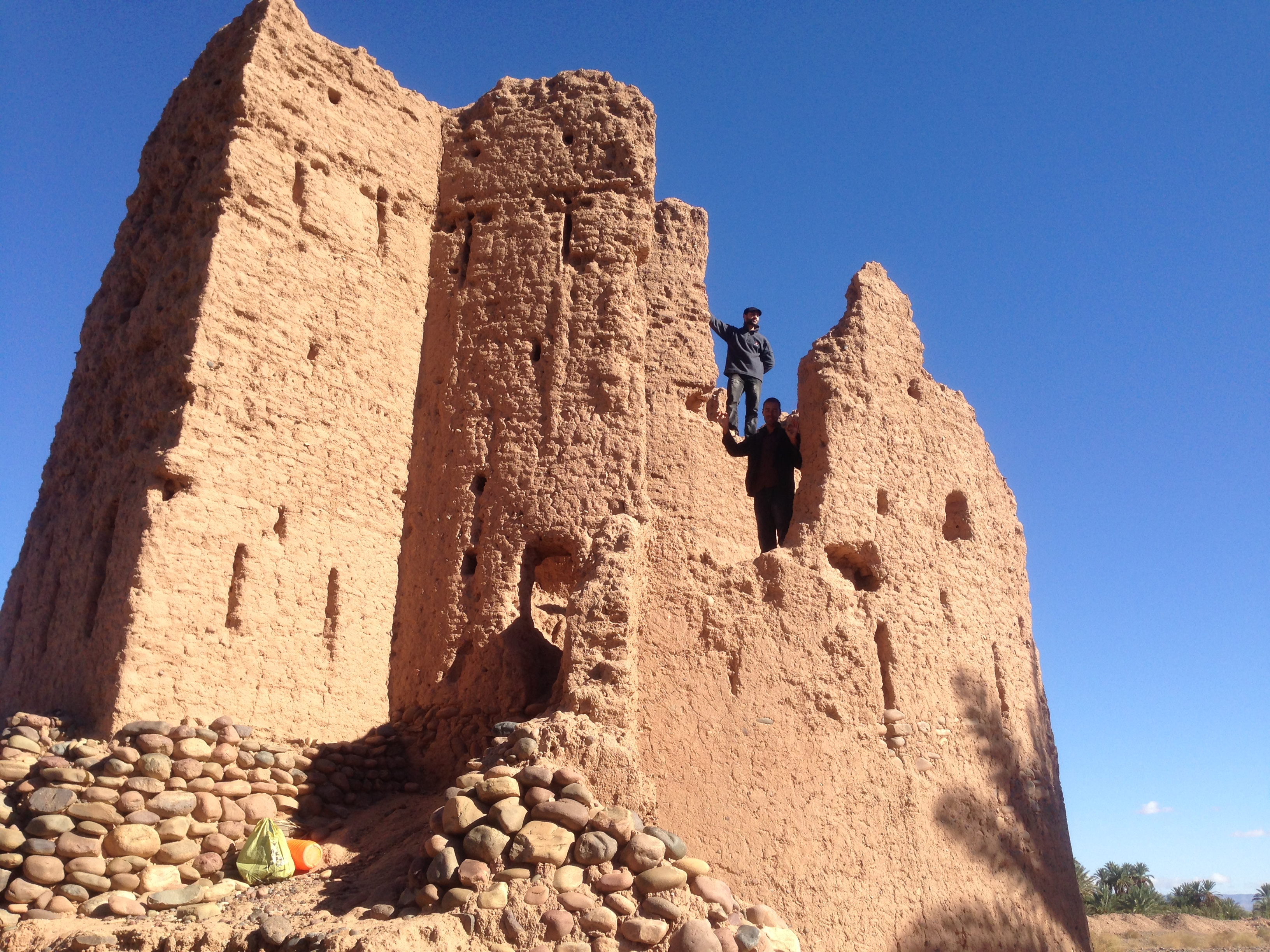
Fortificazione